# 手紙

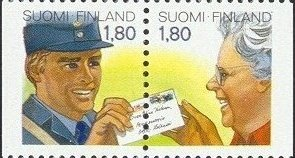
手紙、手紙を届ける配達人、受け取る人を描いたフィンランド 切手

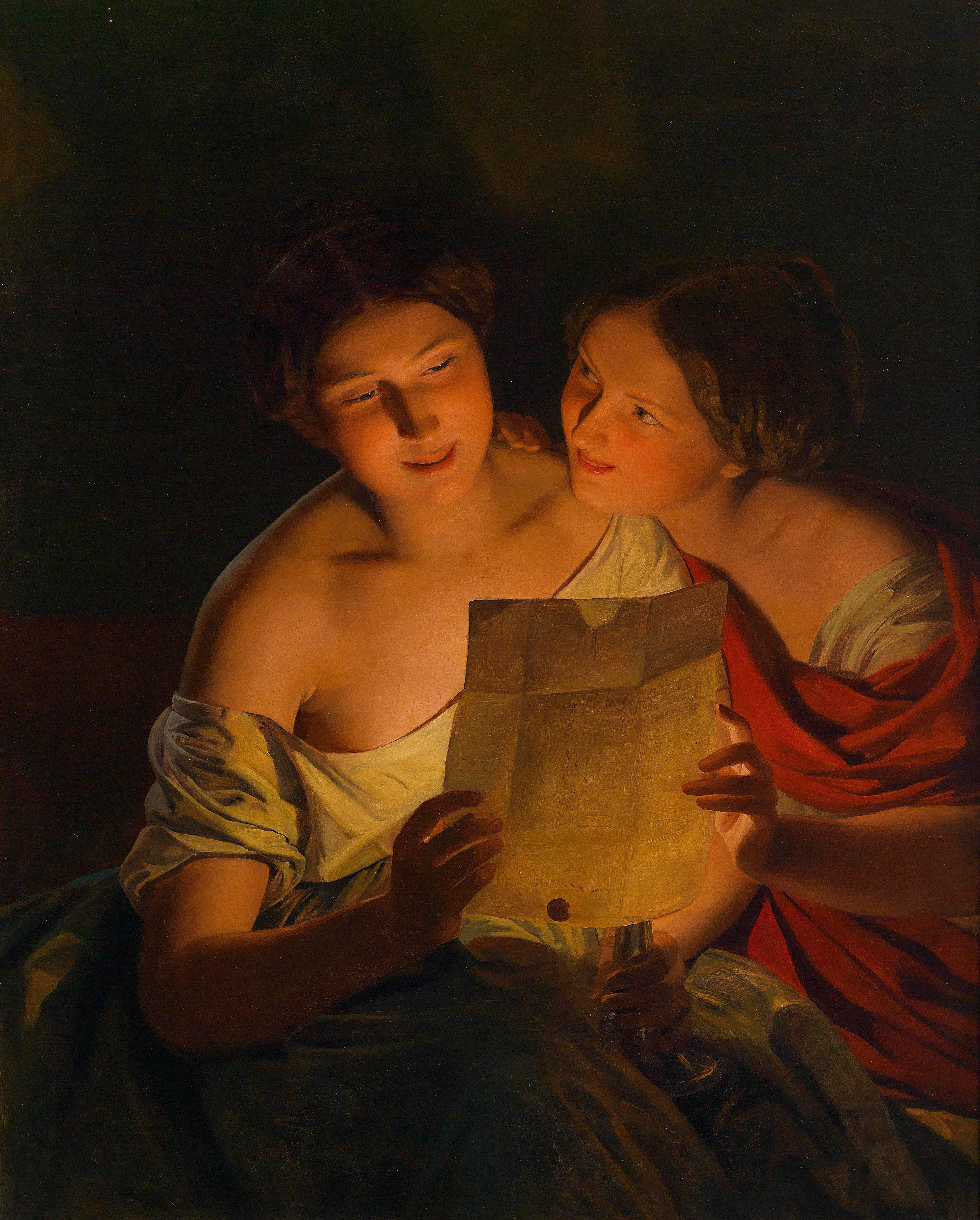
恋文を読む女性（油彩、ドイツ、1849年）

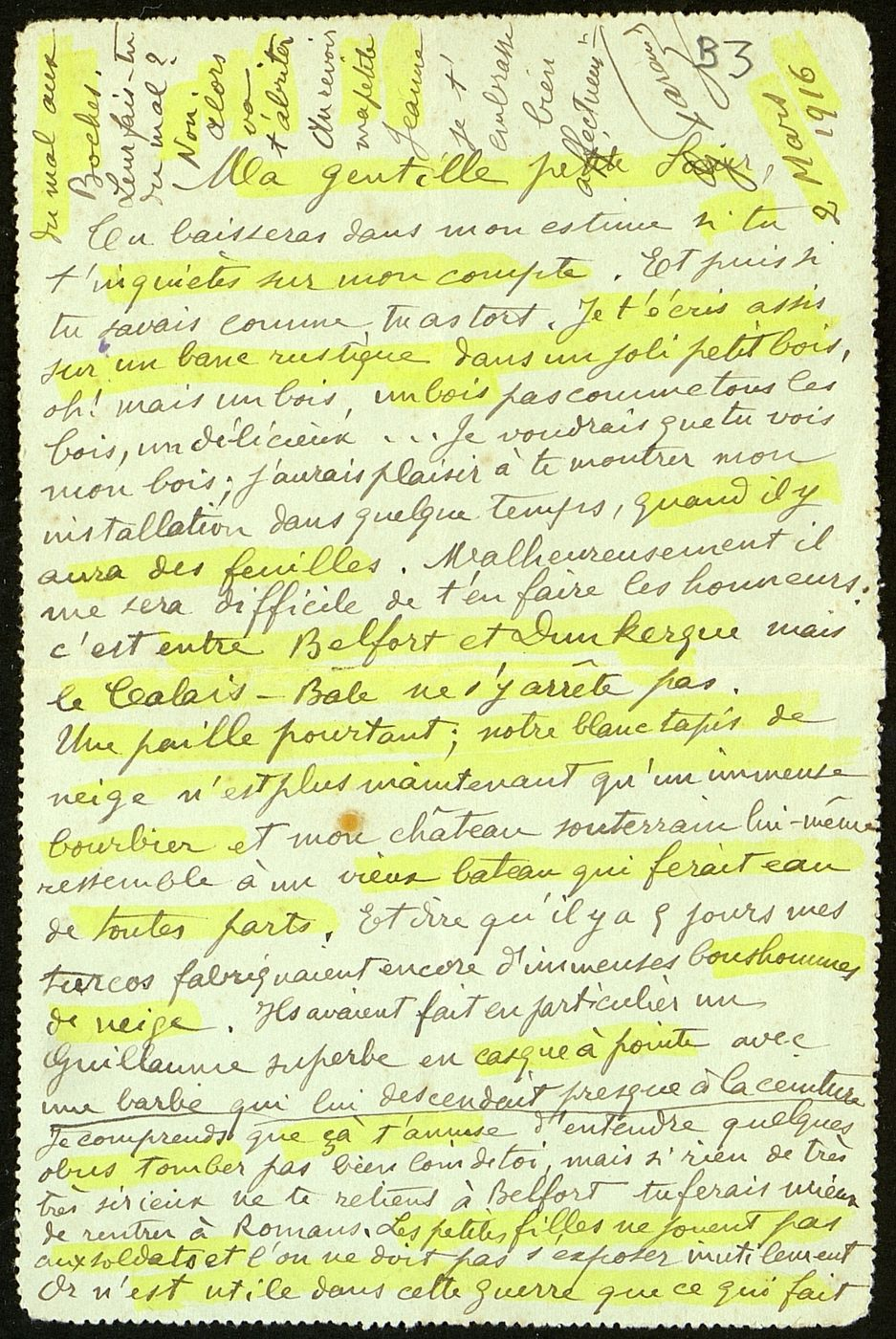
手紙の一例。フランスのある無名の兵士が、恋人に宛てて書いた手紙（1916年）

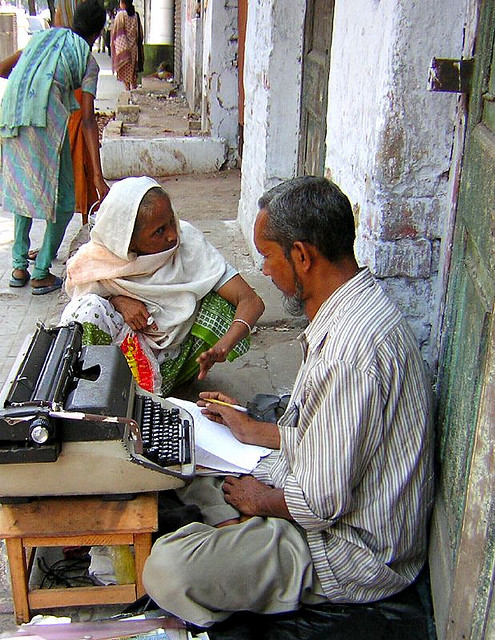
手紙をうまく書けない人のために代わりに書く代書屋（インド、2007年）。インドでは今も識字率が低く、「人口のおよそ半数が文字の読み書きができない」という。

手紙（てがみ、英: letter）とは、用事などを書いて、人に送る文書。信書（しんしょ）、書簡・書翰（しょかん）、書状（しょじょう）などとも呼ばれる。古くは消息（しょうそく、しょうそこ）、尺牘（せきとく）とも呼ばれた。
狭義には封書（封筒で包んで届けるもの）のみを指して用いるが、広義には封書に加えて、はがき（封筒に入れずに送る書状）も含む。

## 概要
特定の他者に届けるための、用事などを記した文書が手紙である。
狭義には封書を指すが、広義には葉書類も含める。

### 各言語での呼びかた
英語圏
英語では「letter」が封書を意味する。
「mail」のほうは、郵便制度を使って送られるものを指し、手紙に加えて小包も含めて指す。ただし、電子メールの普及により、文脈から誤解を生じないときは"mail"が電子メールを意味することがあり、従来の郵便は"snailmail"と表現されることがある。
中国
中国語で手紙のことは「信」という。現代の中国語で「手紙」はトイレットペーパーやティッシュペーパーの意味である。

## 歴史
- 粘土版に楔形文字で書かれた手紙の例。紀元前1632年ころ。
- アマルナ・レターに含まれている、書簡群のひとつ。紀元前1300年代のもの。
- 古代エジプトのパピルスに書かれた手紙「Bologna 1086」の例。これはヒエラティック（神官文字）で書かれている。エジプト第19王朝の時代（紀元前1293年頃 - 紀元前1185年頃）のもの。

手紙はメソポタミア文明や古代エジプトから存在した。メソポタミアでは粘土版に楔形文字で手紙が書かれていた。ここ数十年、粘土版の発掘が進み、私信も大量に発見された。
古代エジプトの手紙は、パピルスに、葦の茎（や鳥の羽根）で作ったペンで書かれた。
手紙というのは、小さな都市国家の中ではあまり用いられず、大きな帝国内で頻繁に用いられるようになる傾向があった。古代ローマ帝国では植民地と植民地の間の連絡が複雑で、行政制度と軍事制度のかなめとして郵便配達制度（クルスス・プブリクス）が発達し、手紙が頻繁にやりとりされるようになった。古代ローマのクルスス・プブリクスは272km/日 の速度で郵便を急送することができ、19世紀になるまでこれをしのぐ郵便配達制度はヨーロッパでは現れなかった。
古代ローマの手紙が、文章の文体を育む役割を果たした。たとえば、ローマ皇帝の勅命など、ローマ公用手紙の文体は、個々の事例を挙げ、一般原則を引き出し、断を下すという文体であった。その文体は、使徒パウロの書簡でも用いられ、その文体が、ローマ教皇の司教通達などにも受け継がれていくことになった。またキケロ、セネカ、小プリニウスなどの書簡の文体や、オウィディウスやホラティウスなどの書簡詩の文体は、その後のヨーロッパの文人たちの手本になっていった。古代ローマ人たちは、パピルスのほかに、羊皮紙に書く方法も、また木板に蝋を塗ってそれに「stylus スティルス」という鉄筆で手紙を書く方法も使った。この鉄筆が、のちの「style スタイル」（文体）という語の起源となった。
ちなみに、文人の書簡はしばしば内容がきわめて文学的なものがありそれ自体がすでに文学作品と見なされることもある。また書簡の形式で、意図的に自らの思想などを後世に書き遺すこともある。これらのものを書簡文学と言う。
- 古代ローマの鉄筆の例
- 古代ローマの、板と蝋と鉄筆の組み合わせを、現代人が再現した例

ヨーロッパの中世では、ギルドが発達したことで商用郵便が急増し各ギルドがメッセンジャー制度をつくった。
著名な人物の書簡は後世に残りやすいが、一般人の書簡は残りにくい。その点で貴重なのは「en:Paston Letters パストン家書簡」と呼ばれている書簡群（1422年〜1509年）である。これは中世後期のイギリス中産階級の一族が家族間でやりとりした手紙群であり、当時の普通の日常を詳しく知ることができる。ヨーロッパ中世では、概して商用の書簡が多く、文学的書簡の数は少なかったが、12世紀のアベラールとエロイーズという悲恋のカップルが、仲を裂かれたあとでも僧院と尼僧院の間でやりとりしたラテン語の書簡集はつとに有名である（詳細はアルジャントゥイユのエロイーズの記事を参照）。
ヨーロッパでは18世紀ころから書簡体小説という、登場人物たちが手紙のやりとりをすることで物語が展開してゆくという方式の文学が流行した。

### 中国
中国では漢の時代、1尺ほどの方形の木札に手紙を書いた。この方形の木札を「牘」というため、手紙のことを「尺牘」と呼んだ。
平安時代の日本では「尺牘」とは、漢文の書状を指した。女手によるものは「消息」といわれた。
尺牘の名筆として、王羲之の『喪乱帖』や空海の『風信帖』などが挙げられる。

## 日本と手紙

### 日本の手紙の歴史
日本では古くは木簡を文字による通信伝達の手段として用いた。紙の製法はおそらく6 - 7世紀ごろ（曇徴以前）、紙自体はそれ以前に入ってきていたが、木簡は依然として使われ続けた。
平安時代になると、紙漉きが各地で行われるようになり、貴族の間では和紙に文字を書いて送ることが盛んになった。木簡から書簡へと通信伝達手段が移り変わっていくが、屋外で用いる荷札や高札には耐久性などの理由もあって江戸時代になっても木の板が用いられた。

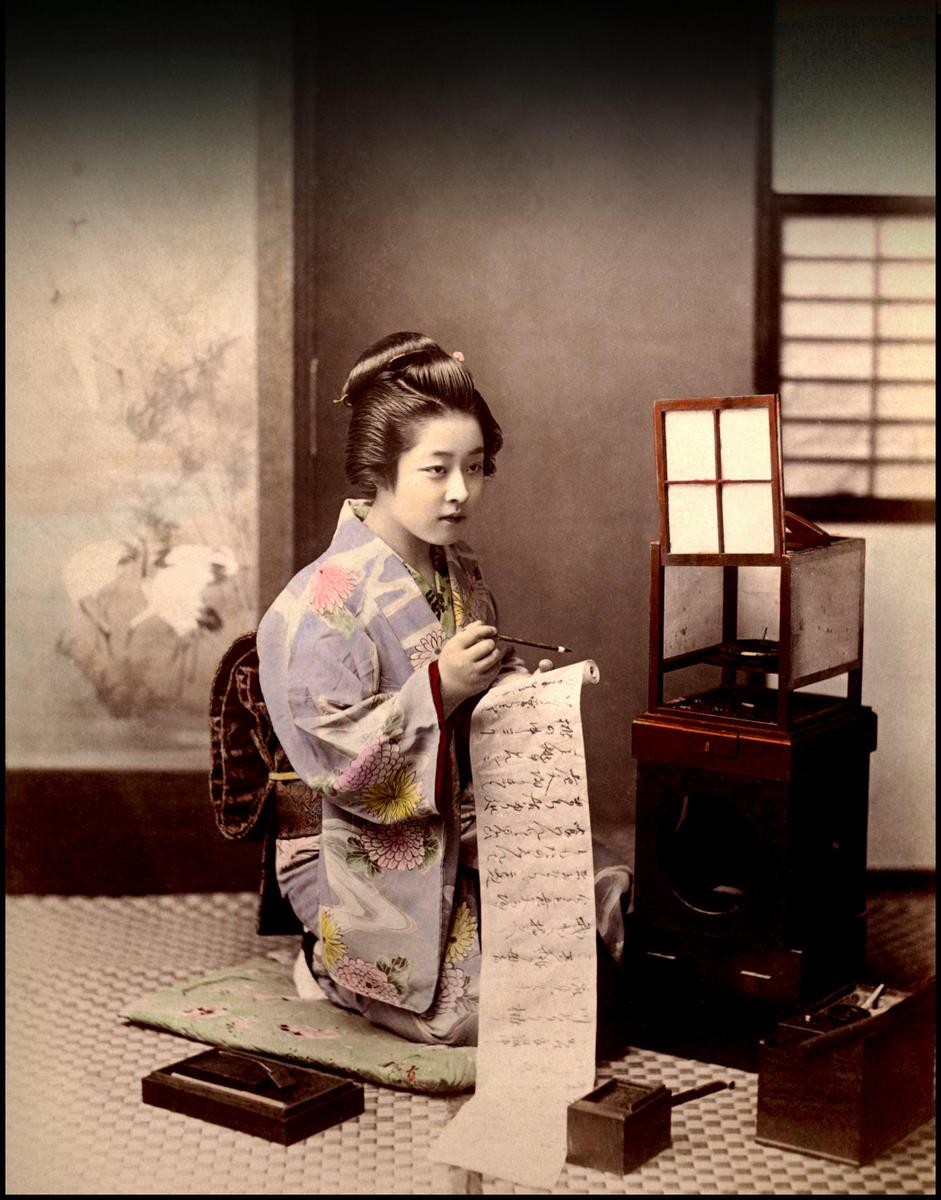
くさかべきんべいによる写真。演出で女性にポーズをとらせている。

江戸時代には経済取引の活性化と広範化や飛脚の普及により書簡のやりとりも多くなり、当事者の在所の遠近、初対面や既知などの間柄、内容などにより多様な書式・書札礼が存在し、それらの手本となる文例集も出現した。飛脚は近代以降の郵便制度と比較して費用も高額であったため、一般に書簡内容は案件をまとめて記されることが多い。
簡素な内容の場合は切紙などを用い封書を行わないウハ書や奥ウハ書の形態で送付され、長大な内容の書簡は継紙が用いられ、機密性の高いものは封書により送付された。書簡は飛脚などの配達運送業者を用いて送付されるが、経済的や儀礼上の理由で私的な使用人を用いて伝達されることもあった。

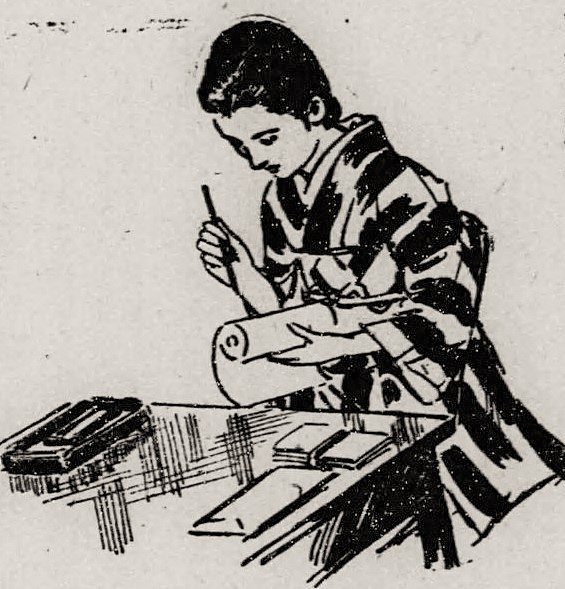
巻紙で手紙を書く（昭和）

明治期には欧米に倣った郵便制度が導入され、はがきの普及などにより手紙がさらにさかんに使われるようになった。同時に電報も普及したが、電話も普及したので、こちらで済ませることも増えた。
1985年に、電話機を始めとする端末設備の接続が自由化され（端末の自由化）、中小企業や商店などで急速にファクシミリが普及し始め、その後1990年代あたりに一般家庭にFAXと電話機が一体化したものが普及した。 これにより、郵便を使わず、ファクシミリでメッセージを電送するようになった。
携帯電話は1990年代半ばごろから小型化が進んで一般に普及し、これで用件を済ませるようにもなった。マイクロソフトからWindows 95が発表されてパソコンでインターネットに簡単に接続できる環境が得られると、徐々に電子メールが普及し、紙の手紙の頻度が少しずつ減ってゆくことになった。商社などそれまでテレックスやFAXでやりとりしていた企業間でも、電子メールで済ませるようになった。一般企業や中小企業でも、電子メールのやりとりで済ませる傾向が生じた。
2010年代に世界各地でスマートフォンが個人に普及するにつれ、家族・友人間のほとんどの要件はSNSなどのメッセージで済ませるようになり、手紙の削減にますます拍車がかかっている。ただ役所からの文書類は今でも紙の文書が送られてきており、契約関連の文書は今も封書でやりとりされることは多い。特に重要な手紙・文書などは内容証明郵便などの送達手段が用いられる。

### 手紙の構成
- 前文
  - 頭語
  - 時候の挨拶
- 主文
  - 起辞
  - 本文
- 末文
  - 結語
- 後付
  - 日付
  - 署名
  - 宛名
  - 脇付
- （追伸）

#### 戦国時代の構成
- 袖（手紙冒頭）
- 本文
  - 行間（追伸のようなもので本文と本文の間に書かれているため見た目は本文・行間・本文・行間…と書かれている）
- 花押

読む順番は「本文→袖→行間」となる。

### 郵便法における信書
日本において、郵便法における信書は、第4条2項で『特定の受取人に対し、差出人の意思を表示し、又は事実を通知する文書』と定められている。また、総務省は2003年に「信書に該当する文書に関する指針」（平成15年総務省告示第270号）を定め、区分を行なうための基準を示している。

### 信書の送達
日本では信書の送達は、郵便法により日本郵便株式会社が全国に郵送する「ユニバーサルサービス」として指定されている。また、日本郵便会社のほか、民間事業者による信書の送達に関する法律により、一般信書便事業への参入が免許された民間事業者も、信書便を送達できる（なお、2018年現在、新規参入した一般信書便事業者は存在しない）。

それ以外の総務大臣の免許を受けていない宅配便・メール便業者が信書を配達することはできない。一般の宅配便、ゆうパック、メール便・ゆうメールは、貨物自動車運送事業法の「宅配便貨物」となり、郵便事業・信書便事業には該当しない
また、日本郵便のサービスであっても、「第一種郵便物」および「第二種郵便物」扱いではない方法（「第三種郵便物」および「第四種郵便物」に信書を同封しての送付、「エクスパック500」や「ゆうパック」「ゆうメール」等の荷物扱いによる送付）にて信書を送達することはできない。なお、「第三種郵便物」、「第四種郵便物」、「ゆうパック」、「ゆうメール」等の日本郵便が扱う荷物と共に信書を送りたい時は「同時配達」（詳細は「内国郵便約款」第81条『同時配達の扱い』を参照）の制度を利用する事もできる。
ただし以上の例外として、「貨物の送付と密接に関連し、その貨物を送付するために従として添付される無封の添え状・送り状」は、荷物（貨物）に添付して送ることができる。例として次のような文書であって封をしておらず、荷物に従として添えられる簡単な通信文は添付することができる。
「添え状」
貨物の送付、授受やその代金につき、その処理や送付の目的、送付に関して添えられる挨拶、その他貨物に密接に関連し従として添えられる簡単な通信文
「送り状」
一般の宅配便の宛名ラベルのような、種類、重量、容積、荷造りの種類、個数、記号、代価、受取人並びに差出人の住所及び氏名など、運送に関する各種情報が記載されたもの
以上の事項に違反する行為は、郵便法で禁止されている。違反した場合には、郵便法第4条4項により、三年以下の懲役又は三百万円以下の罰金（同法第76条）に処される。
参考
- 「信書に該当する文書に関する指針」Q&A集 - 総務省
- 「信書に該当する文書に関する指針」 (PDF, 総務省)

### 信書の秘密
大日本帝国憲法26条では法律に定められた場合を除いて信書の秘密が保障されていたが、日露戦争の後、内務省は逓信省に通牒して極秘の内に検閲を始めた。
更に1941年10月4日には、緊急勅令として臨時郵便取締令（昭和16年勅令第891号）が制定されて法令上の根拠に基づくものとなった。また連合国軍占領下の日本では、GHQが郵送された信書の検閲を秘密裏に且つ大規模に行った。

### 郵便料金の移り変わり
| 施行日                           | 料金                                      | 料金                                      | 料金                                      | 料金                                      | 料金                                      | 備考                  |
| -------------------------------- | ----------------------------------------- | ----------------------------------------- | ----------------------------------------- | ----------------------------------------- | ----------------------------------------- | --------------------- |
| 1871年4月20日 （明治4年3月1日）  | 100文（5匁まで。以降、5匁ごとに48文加算） | 100文（5匁まで。以降、5匁ごとに48文加算） | 100文（5匁まで。以降、5匁ごとに48文加算） | 100文（5匁まで。以降、5匁ごとに48文加算） | 100文（5匁まで。以降、5匁ごとに48文加算） |                       |
| 1872年1月14日 （明治4年12月5日） | 25里以内 100文                            | 50里以内 200文                            | 100里以内 300文                           | 200里以内 400文                           | 200里超え 500文                           | 4匁までの料金         |
| 1873年（明治6年）4月1日          | 基本料金                                  | 市内 1銭                                  | 市内 1銭                                  | 市外 2銭                                  | 市外 2銭                                  | 2匁ごとの料金         |
| 1883年（明治16年）1月1日         | 2銭（2匁ごと）                            | 2銭（2匁ごと）                            | 2銭（2匁ごと）                            | 2銭（2匁ごと）                            | 2銭（2匁ごと）                            | 「郵便条例」制定      |
| 1899年（明治32年）4月1日         | 3銭（4匁ごと）                            | 3銭（4匁ごと）                            | 3銭（4匁ごと）                            | 3銭（4匁ごと）                            | 3銭（4匁ごと）                            |                       |
| 1931年（昭和6年）8月1日          | 3銭（15gごと）                            | 3銭（15gごと）                            | 3銭（15gごと）                            | 3銭（15gごと）                            | 3銭（15gごと）                            |                       |
| 1937年（昭和12年）4月1日         | 4銭（20gごと）                            | 4銭（20gごと）                            | 4銭（20gごと）                            | 4銭（20gごと）                            | 4銭（20gごと）                            |                       |
| 1942年（昭和17年）4月1日         | 5銭（20gごと）                            | 5銭（20gごと）                            | 5銭（20gごと）                            | 5銭（20gごと）                            | 5銭（20gごと）                            |                       |
| 1944年（昭和19年）4月1日         | 7銭（20gごと）                            | 7銭（20gごと）                            | 7銭（20gごと）                            | 7銭（20gごと）                            | 7銭（20gごと）                            |                       |
| 1945年（昭和20年）4月1日         | 10銭（20gごと）                           | 10銭（20gごと）                           | 10銭（20gごと）                           | 10銭（20gごと）                           | 10銭（20gごと）                           |                       |
| 1946年（昭和21年）7月25日        | 30銭（20gごと）                           | 30銭（20gごと）                           | 30銭（20gごと）                           | 30銭（20gごと）                           | 30銭（20gごと）                           |                       |
| 1947年（昭和22年）4月1日         | 1円20銭（20gごと）                        | 1円20銭（20gごと）                        | 1円20銭（20gごと）                        | 1円20銭（20gごと）                        | 1円20銭（20gごと）                        |                       |
| 1948年（昭和23年）7月10日        | 5円（20gごと）                            | 5円（20gごと）                            | 5円（20gごと）                            | 5円（20gごと）                            | 5円（20gごと）                            |                       |
| 1949年（昭和24年）5月1日         | 8円（20gごと）                            | 8円（20gごと）                            | 8円（20gごと）                            | 8円（20gごと）                            | 8円（20gごと）                            |                       |
| 1951年（昭和26年）11月1日        | 10円（20gごと）                           | 10円（20gごと）                           | 10円（20gごと）                           | 10円（20gごと）                           | 10円（20gごと）                           |                       |
| 施行日                           | 定型                                      | 定型                                      | 定型外                                    | 定型外                                    | 定型外                                    | 備考                  |
| 施行日                           | 25g以内                                   | 50g以内                                   | 50g以内                                   | 75g以内                                   | 100g以内                                  | 備考                  |
| 1966年（昭和41年）7月1日         | 15円                                      | 20円                                      | 25円                                      | 35円                                      | 35円                                      | 郵便法改正            |
| 1972年（昭和47年）2月1日         | 20円                                      | 25円                                      | 40円                                      | 55円                                      | 55円                                      |                       |
| 1976年（昭和51年）1月25日        | 50円                                      | 60円                                      | 100円                                     | 140円                                     | 140円                                     |                       |
| 1981年（昭和56年）1月20日        | 60円                                      | 70円                                      | 120円                                     | 170円                                     | 170円                                     |                       |
| 1989年（平成元年）4月1日         | 62円                                      | 72円                                      | 120円                                     | 175円                                     | 175円                                     | 消費税導入（税率3%）  |
| 1994年（平成6年）1月24日         | 80円                                      | 90円                                      | 130円                                     | 190円                                     | 190円                                     |                       |
| 1997年（平成9年）12月1日         | 80円                                      | 90円                                      | 120円                                     | 140円                                     | 160円                                     |                       |
| 2003年（平成15年）10月1日        | 80円                                      | 90円                                      | 120円                                     | 140円                                     | 140円                                     |                       |
| 2014年（平成26年）4月1日         | 82円                                      | 92円                                      | 120円                                     | 140円                                     | 140円                                     | 消費税増税（税率8%）  |
| 2019年（令和元年）10月1日        | 84円                                      | 94円                                      | 120円                                     | 140円                                     | 140円                                     | 消費税増税（税率10%） |
| 2024年（令和6年）10月1日         | 110円                                     | 110円                                     | 140円                                     | 180円                                     | 180円                                     |                       |

### 手紙のバリエーション
- 絵手紙 - はがきなどに季節の事物などの絵を描き、メッセージを添えたもの。日本では明治時代にブームがあった[12]。
- 字手紙 - 墨などの文字で絵画のような表現をしたもの[12]。

## 備考
- 和文通話表で、「て」を送る際に「手紙のテ」という。